# Charlie Peters (Drehbuchautor)
Charlie Peters (* 22. April 1951 in Utah) ist ein US-amerikanischer Drehbuchautor und Filmregisseur.

## Leben
Charlie Peters wuchs in New York City und zeitweise in England auf, wo er das Stonyhurst College in Lancashire besuchte. Dort ging er mit dem späteren Filmregisseur Charles Sturridge und Schauspieler Edward Duke in eine Klasse. Er studierte Theaterwissenschaften an der University of Connecticut und erhielt durch ein Stipendium der Schubert Fellowship die Möglichkeit, seinen Master als Theaterautor an der Carnegie Mellon University in Pittsburgh zu absolvieren. Nach seinem Abschluss 1977 zog er zurück nach New York City, wo er sich als Theaterautor etablieren konnte. Sein früherer Professor Leon Katz empfahl ihn 1978 für ein Nachwuchsautorenprogramm von Columbia Pictures. Über dieses Programm konnte er sich als Autor in Hollywood etablieren.
Mit der Komödie Ich brauche einen Erben debütierte Peters als Drehbuchautor. Die Geschichte basierte auf einem älteren Theaterstück, das er während seiner Zeit an der Carnegie schrieb. David Steinberg inszenierte den Film mit Burt Reynolds und Beverly D’Angelo in den Hauptrollen. In seiner bis 2014 andauernden Karriere wurden insgesamt 13 seiner Bücher verfilmt, wobei er mit Ein verrückter Leichenschmaus und Liebe auf den ersten Schrei zwei Mal auch selbst als Regisseur agieren durfte. 

## Filmografie
- 1981: Ich brauche einen Erben (Paternity)
- 1982: Liebesgrüße aus dem Jenseits (Kiss Me Goodbye)
- 1984: Schuld daran ist Rio (Blame It on Rio)
- 1988: Heiß auf Trab (Hot to Trot)
- 1989: Ninas Alibi (Her Alibi )
- 1990: Drei Männer und eine kleine Lady (3 Men and a Little Lady)
- 1992: Ein verrückter Leichenschmaus (Passed Away)
- 1994: Daddy Cool (My Father the Hero)
- 1998: Liebe auf den ersten Schrei (Music from Another Room)
- 2009: My One and Only
- 2014: Ruth & Alex – Verliebt in New York (5 Flights Up)